# Săveni
Săveni este un oraș în județul Botoșani, Moldova, România, format din localitatea componentă Săveni (reședința), și din satele Bodeasa, Bozieni, Chișcăreni, Petricani și Sat Nou. Are o populație de 10.000 de locuitori.

## Istoric
Localitatea Săveni este atestată ca sat, într-un document datând din 11 aprilie 1546 din vremea lui Petru Rareș. În anul 1818, prin hrisovul domnesc al lui Scarlat Callimachi, localitatea primește drept de târg, cu 12 iarmaroace anual.
Târgul Săvenilor a fost centrul Plasei Bașeu, iar din 1950 a fost comună centru de raion. În anul 1968 a fost declarat oraș.

## Așezare geografică
Așezat la întretăierea unor vechi artere de circulație - drumul de pe Valea Bașeului și cel ce leagă județul Botoșani cu Valea Prutului, orașul Săveni aparține zonei de nord-est a Câmpiei Moldovei. În cadrul județului are o poziție estică și se află la o distanță de 35 km de municipiul Botoșani, 43 km de municipiul Dorohoi, 41 km de orașul Darabani și la 25 km de cursul râului Prut. Se mărginește cu comunele: Drăgușeni la nord-vest, Avrămeni la nord-est, Știubieni la vest, Ungureni la sud-vest și Vlăsinești la sud și sud-est. Orașul, împreună cu satele componente - Bodeasa, Bozieni, Chișcăreni, Petricani și Sat-Nou, se întinde pe o suprafață de 5866 ha.

## Informații
1. Suprafața—5.965 ha
2. Intravilan—491 ha
3. Extravilan—5.474 ha
4. Populație—8.145
5. Gospodarii—2.779
6. Număr de locuițe—2.841
7. Număr de gradinițe—3
8. Număr de școli—2
9. Număr de licee—1

## Demografie
Componența etnică a orașului Săveni
     Români (87,11%)
     Romi (2,51%)
     Alte etnii (0,06%)
     Necunoscută (10,31%)
Componența confesională a orașului Săveni
     Ortodocși (88,3%)
     Alte religii (1,09%)
     Necunoscută (10,61%)
Conform recensământului efectuat în 2021, populația orașului Săveni se ridică la 6.447 de locuitori, în scădere față de recensământul anterior din 2011, când fuseseră înregistrați 6.999 de locuitori. Majoritatea locuitorilor sunt români (87,11%), cu o minoritate de romi (2,51%), iar pentru 10,31% nu se cunoaște apartenența etnică. Din punct de vedere confesional, majoritatea locuitorilor sunt ortodocși (88,3%), iar pentru 10,61% nu se cunoaște apartenența confesională.
0200040006000800010.000193019481977199220022011populațiePopulația istorică din Săveni
Date: Recensăminte sau birourile de statistică - grafică realizată de Wikipedia

## Politică și administrație
Orașul Săveni este administrat de un primar și un consiliu local compus din 15 consilieri. Primarul, Petru Relu Târzioru[*], de la Partidul Social Democrat, este în funcție din 2008. Începând cu alegerile locale din 2024, consiliul local are următoarea componență pe partide politice:
|  | Partid                    | Consilieri | Componența Consiliului | Componența Consiliului | Componența Consiliului | Componența Consiliului | Componența Consiliului | Componența Consiliului | Componența Consiliului | Componența Consiliului | Componența Consiliului | Componența Consiliului | Componența Consiliului | Componența Consiliului | Componența Consiliului |
|  | ------------------------- | ---------- | ---------------------- | ---------------------- | ---------------------- | ---------------------- | ---------------------- | ---------------------- | ---------------------- | ---------------------- | ---------------------- | ---------------------- | ---------------------- | ---------------------- | ---------------------- |
|  | Partidul Social Democrat  | 13         |                        |                        |                        |                        |                        |                        |                        |                        |                        |                        |                        |                        |                        |
|  | Partidul Național Liberal | 2          |                        |                        |                        |                        |                        |                        |                        |                        |                        |                        |                        |                        |                        |

## Personalități
- Alexandru Ciucă (1880 - 1972), medic veterinar, profesor universitar, membru corespondent al Academiei Române (1946)
- Mihai Ciucă (1883 - 1969), bacteriolog și parazitolog, profesor universitar și academician (din 1938)
- V. Em. Galan (1921 - 1995), prozator, autor de romane cu tematică proletcultistă
- Sammy Lerner (1903 - 1989), muzician american de origine română
- Emanoil Marcu (n. 1948), traducător, scriitor, membru al Uniunii Scriitorilor din România
- Cristian Bădiliță (n. 1968), teolog, publicist
- Dănuț Oprea (n. 1972), antrenor de fotbal;
- Alexandru Țigănașu (n. 1990), fotbalist;
- Claudiu Juncănaru (n. 1996), fotbalist.

## Galerie

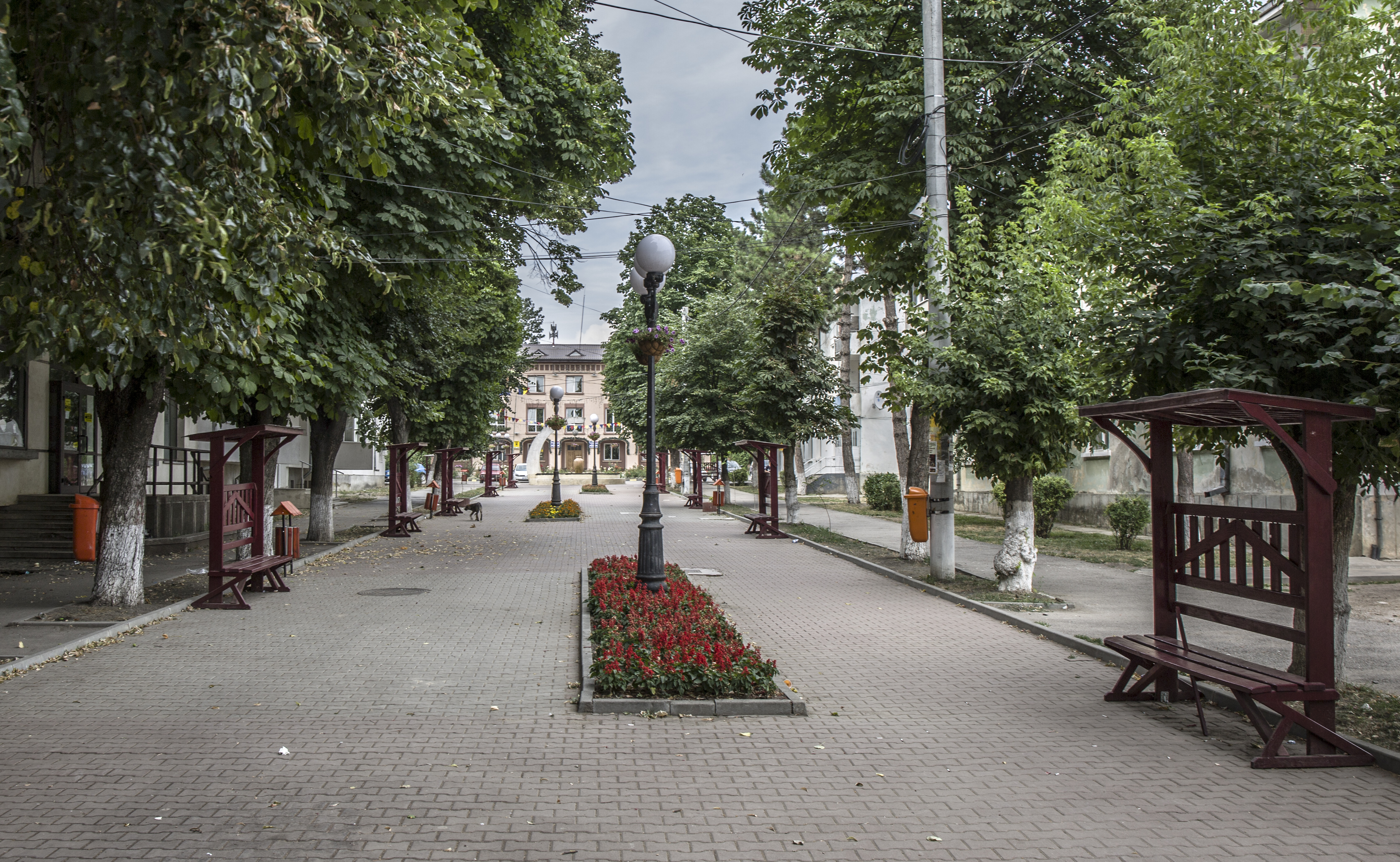
Centru
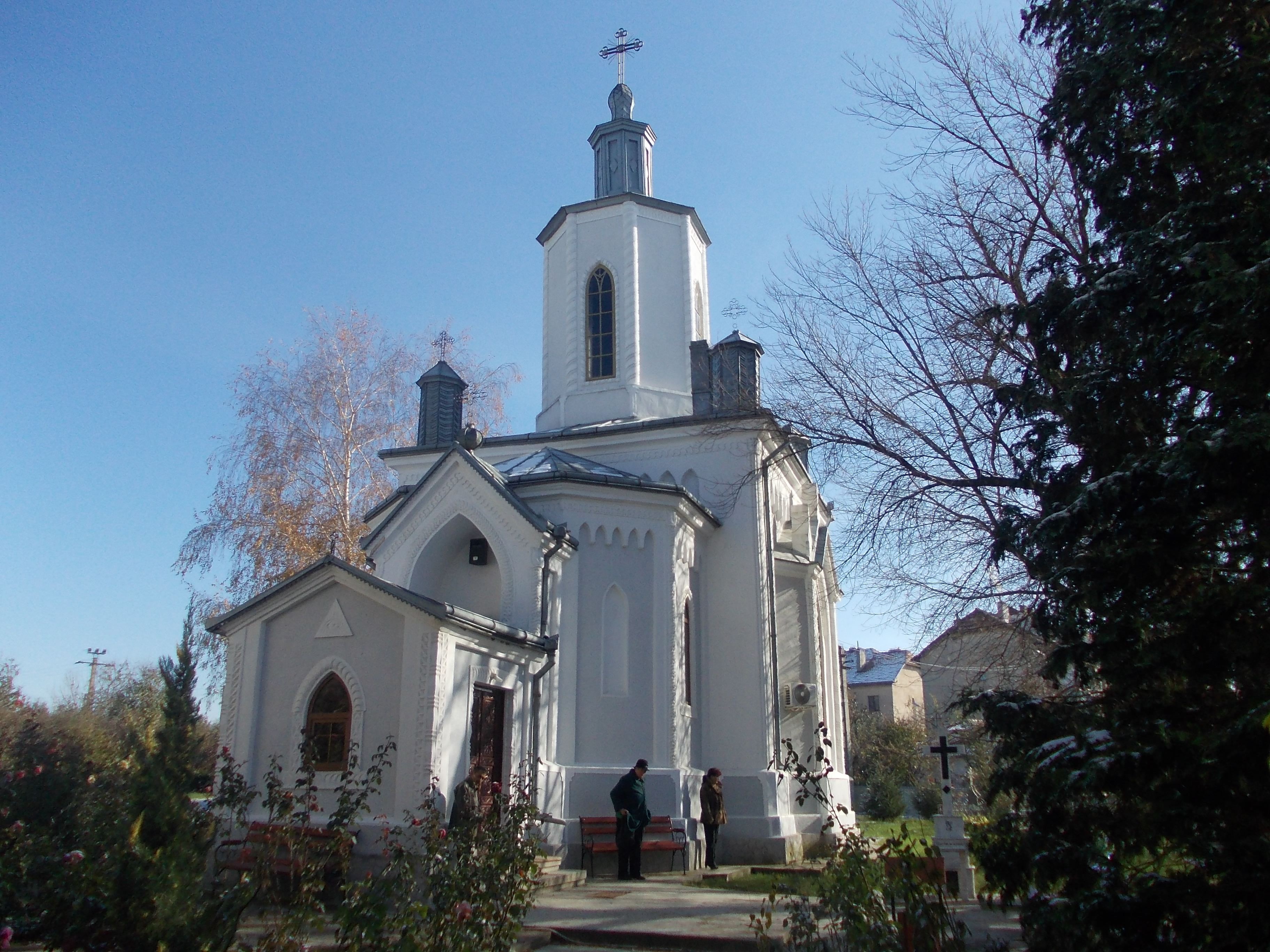
Biserica Sfântul Nicolae
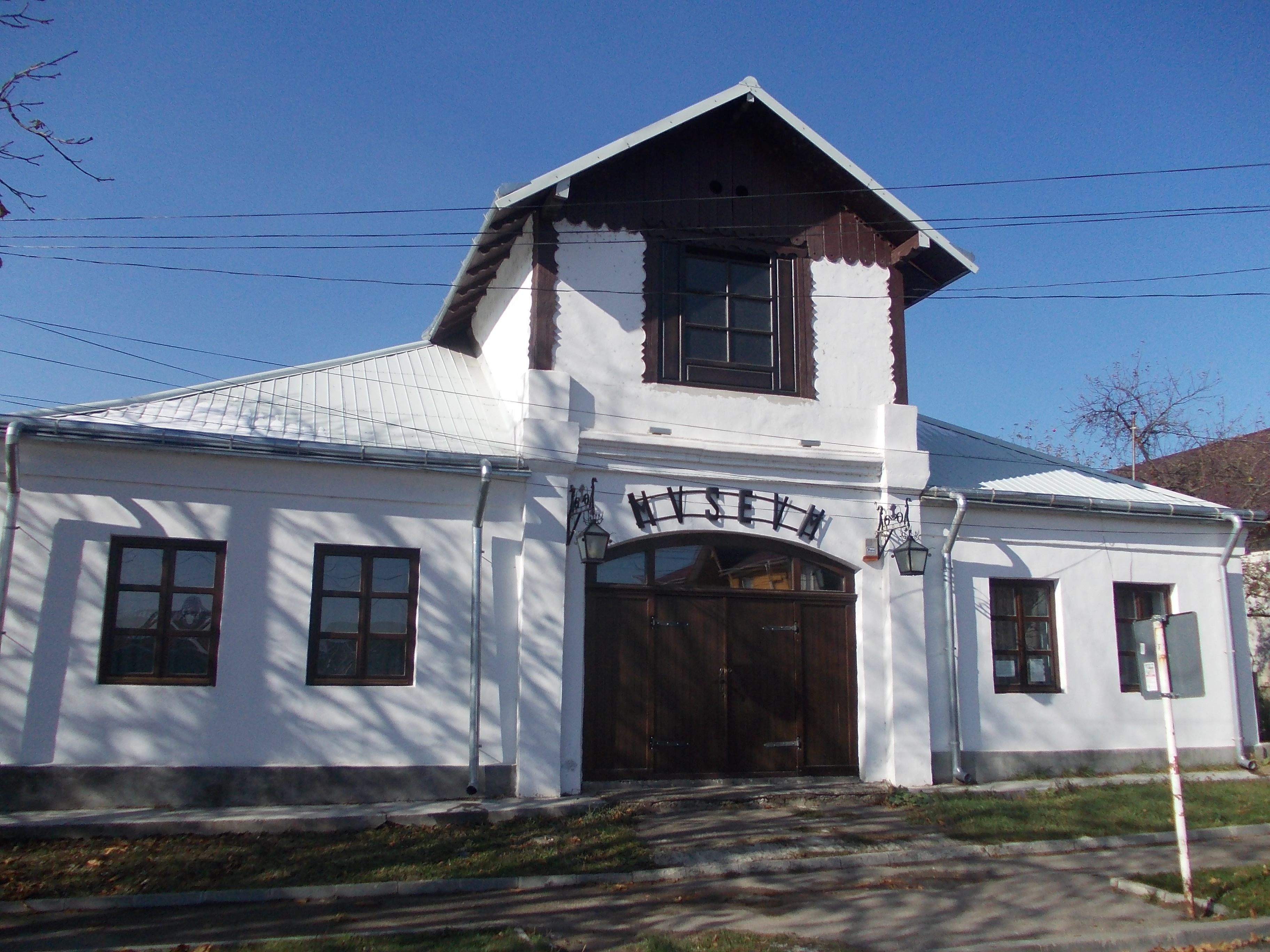
Muzeul
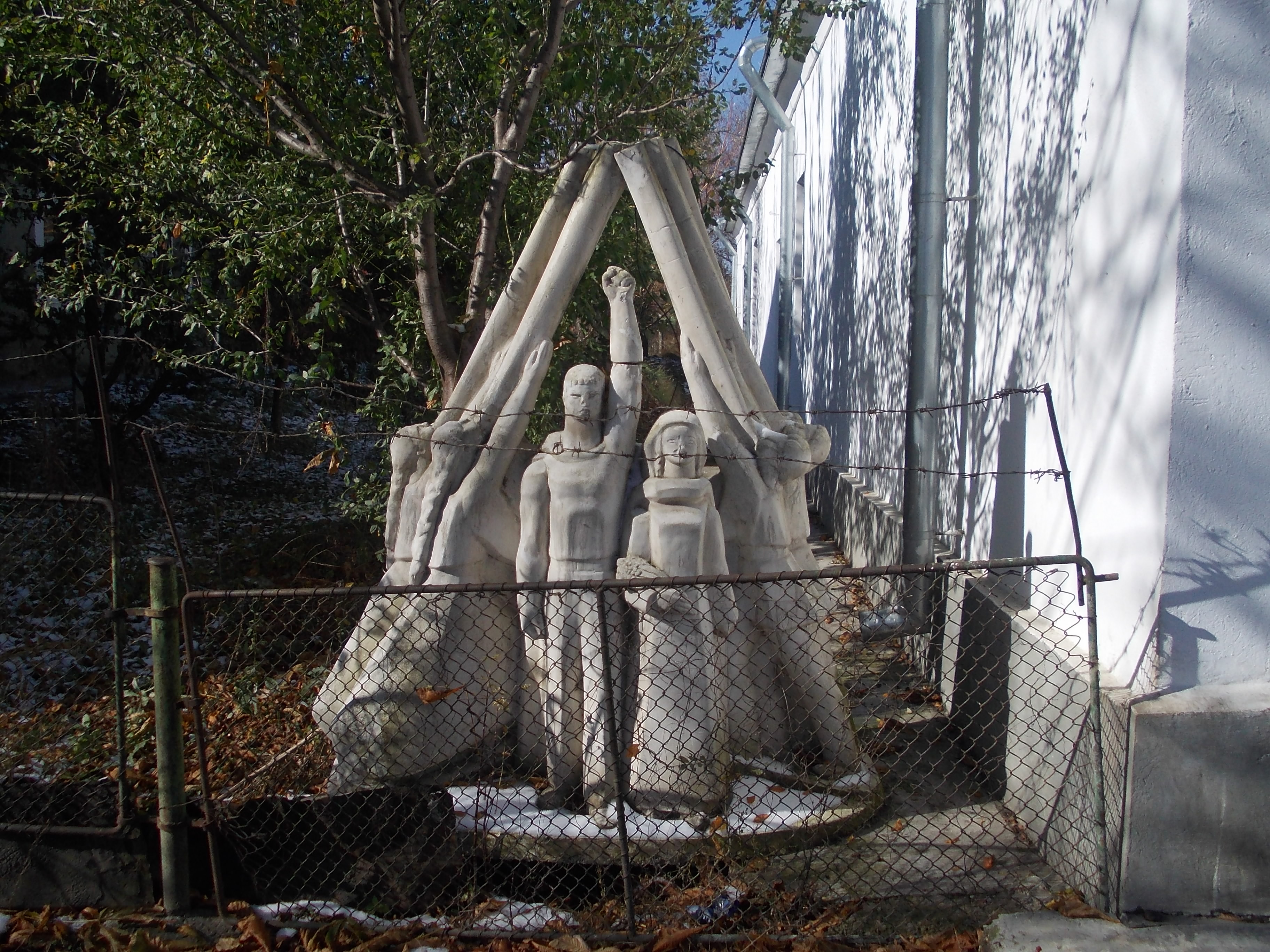
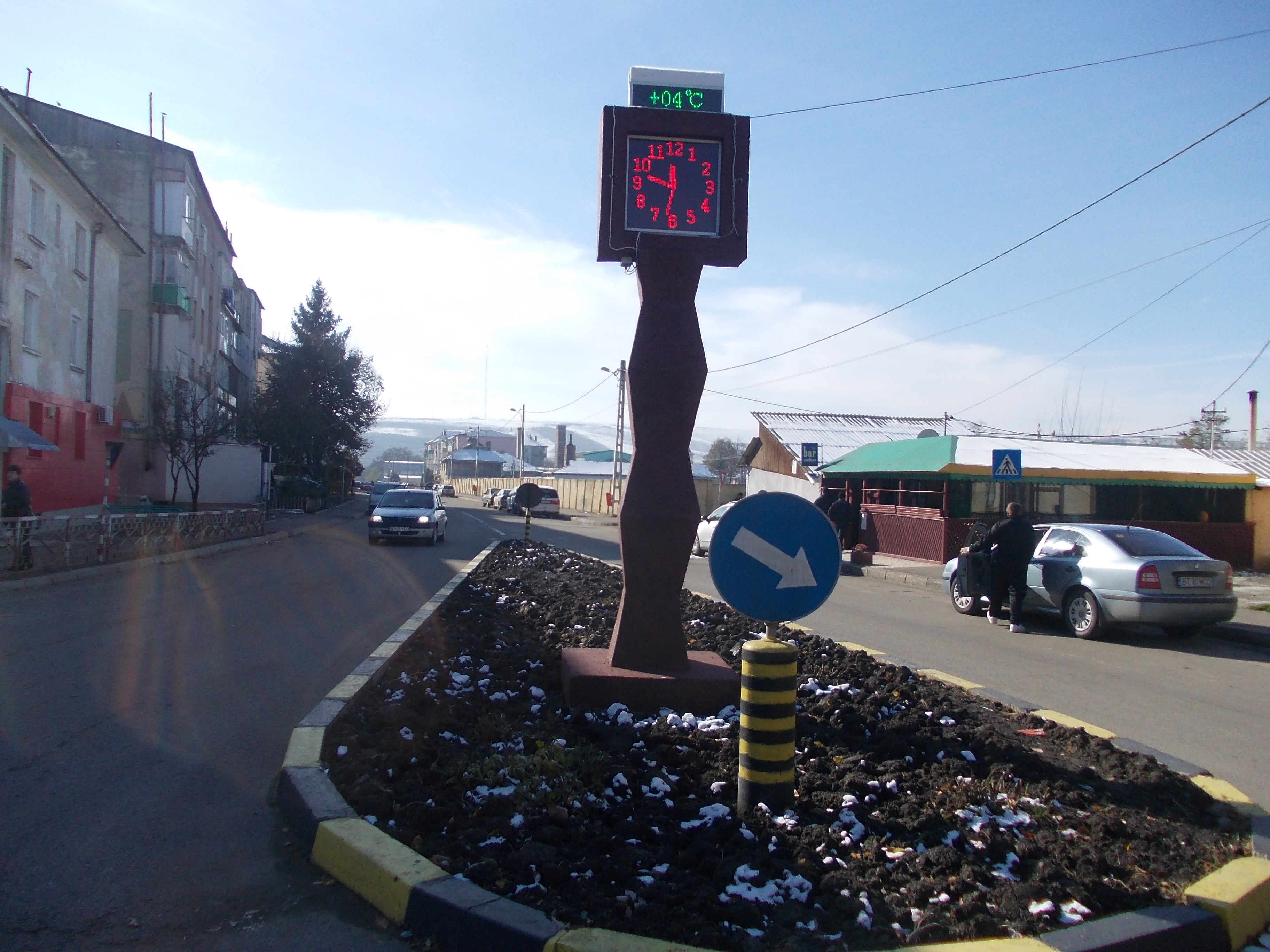
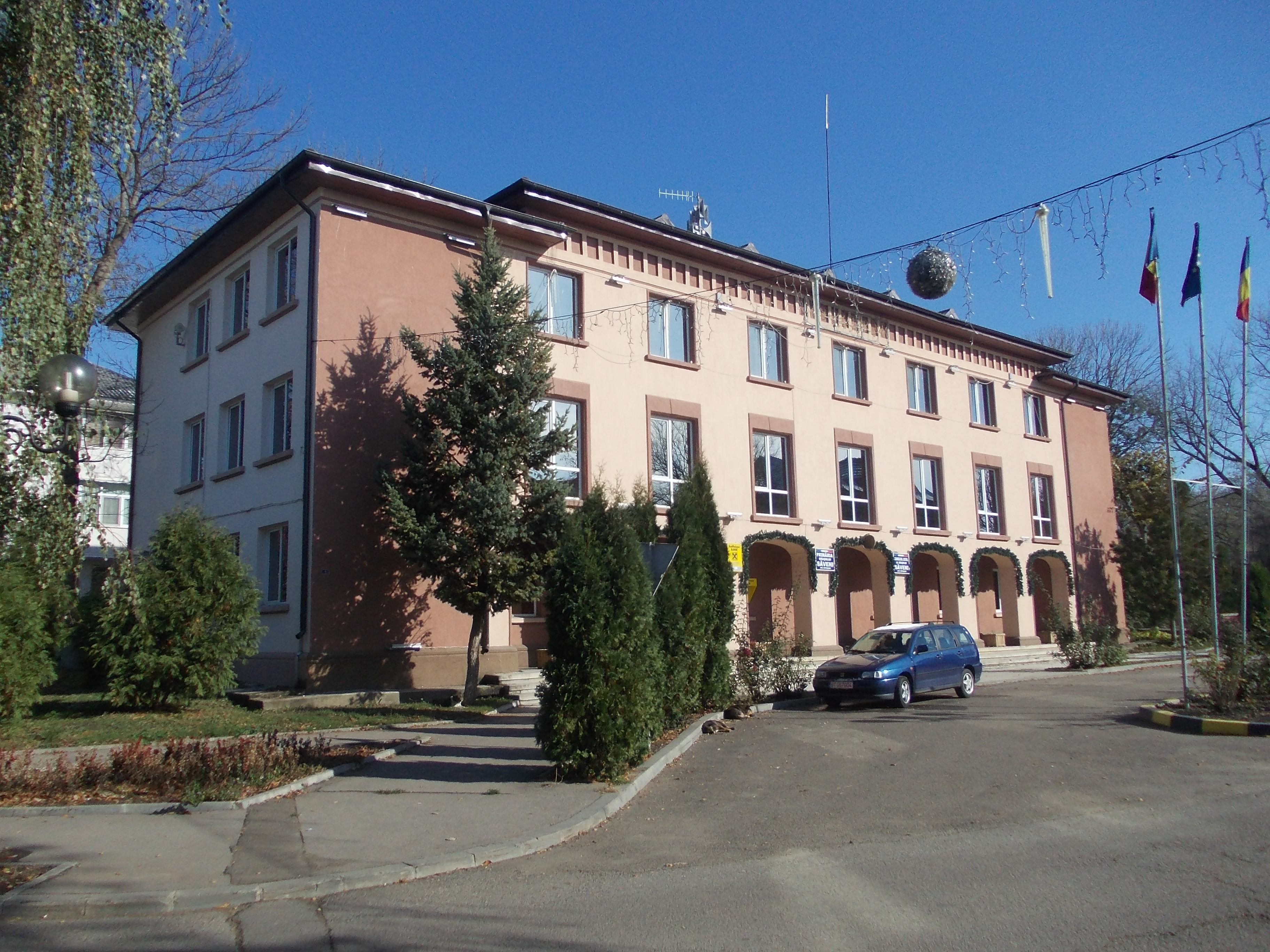
Primăria
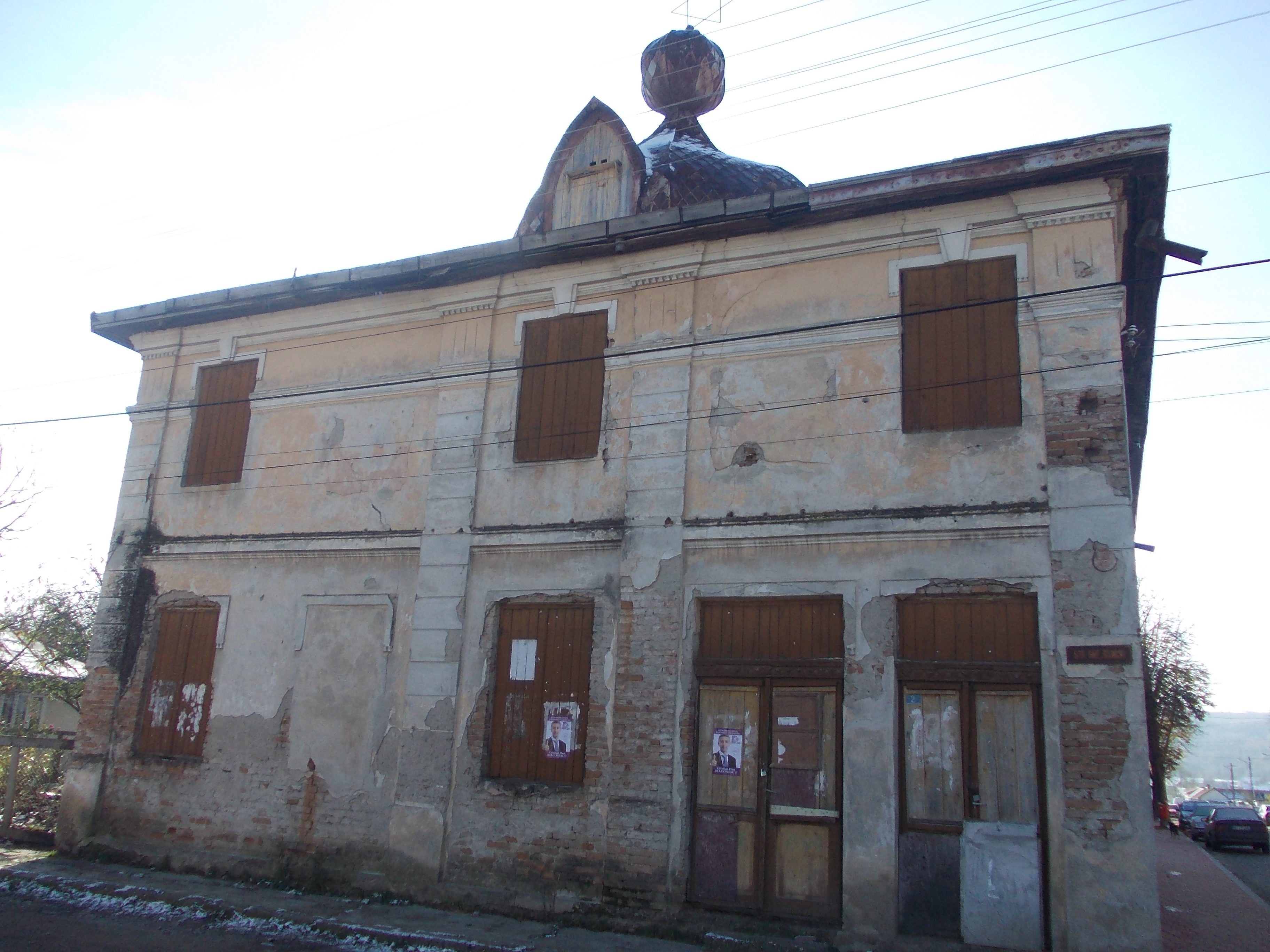
Sinagoga
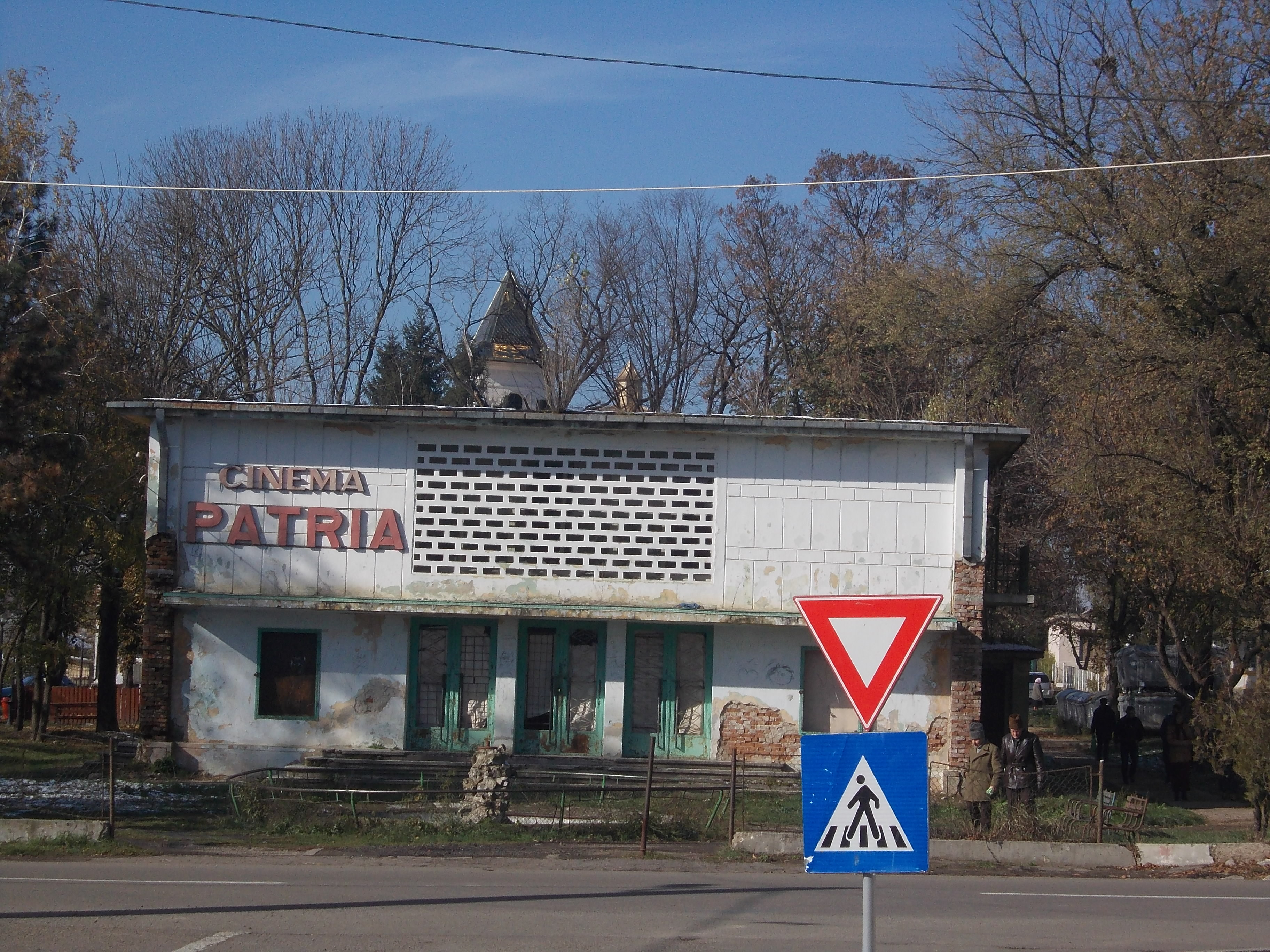
Cinema Patria
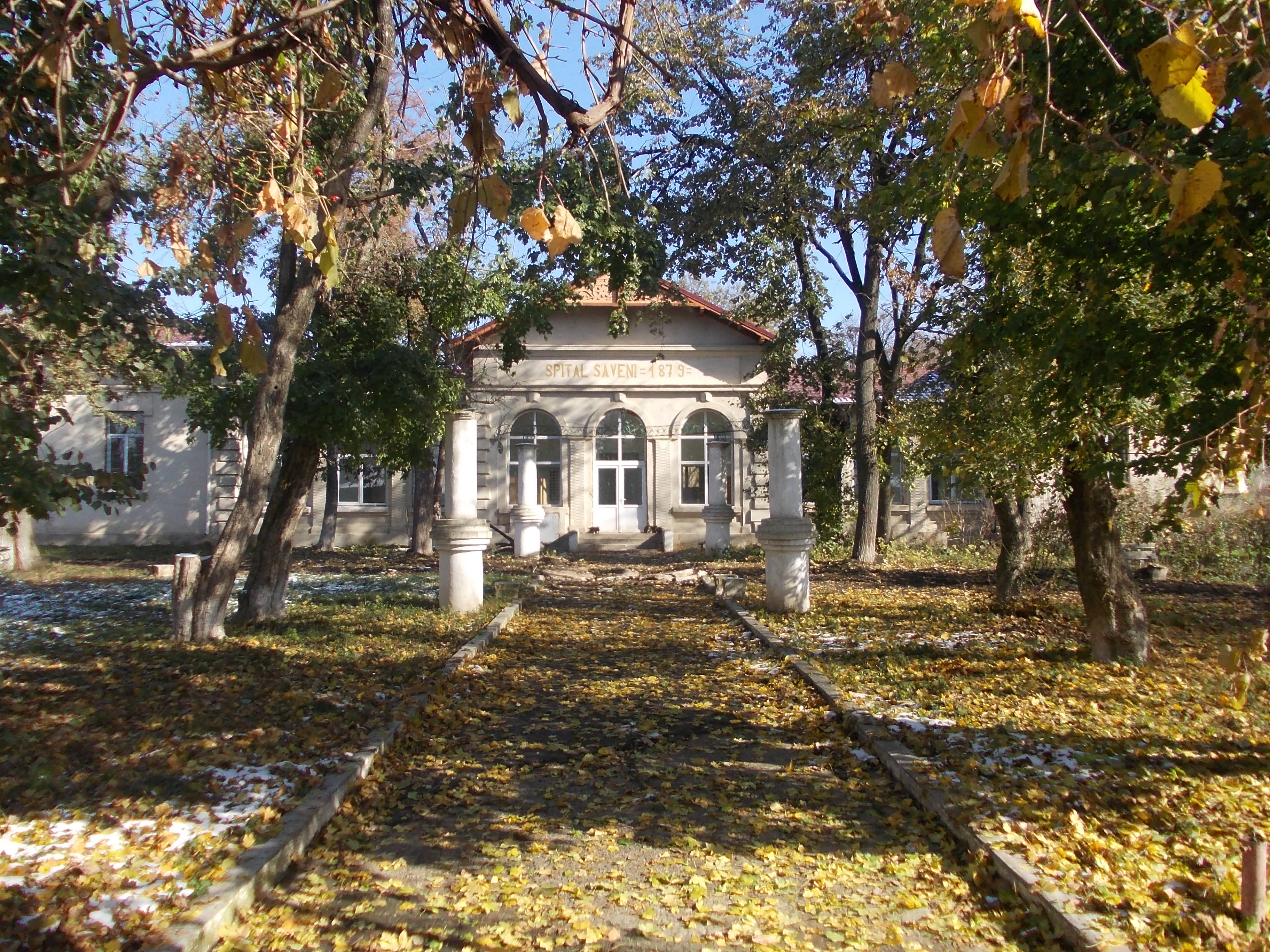
Spitalul